# Григорій (Миткевич)
Григорій (Миткевич) (в миру Микола Васильович Миткевич; 14 (26) травня 1807, Жуківка Чернігівської губернії — 13 (27) квітня 1881) — український релігійний діяч в Росії і Татарстані. Випускник Київської духовної академії. Архієпископ Калузький і Боровський безпатріаршої РПЦ. Фактично перезаснував знаменитий монастир Оптина пустинь. Один із останніх архієреїв РПЦ — українців, які впроваджували «малоросійські» духовні традиції в Росії та країнах тюркського Поволжя.

## Життєпис
Народився на Гетьманщині, яку щойно перетворено на Чернігівську губернію Російської імперії. Батько — священик Миколай Миткевич. 1827 року закінчив Чернігівську духовну семінарію. 1828 року вступив до Київської духовної академії, яку закінчив у жовтні 1831 року зі ступенем магістра, і був залишений при ній бакалавром.
10 жовтня 1831 року в Києво-Братському монастирі пострижений у чернецтво, 25 жовтня висвячений у сан ієродиякона, а 30 жовтня — у сан ієромонаха і зарахований до Києво-Печерської лаври.
13 жовтня 1833 року призначений інспектором Казанської духовної семінарії, а з 23 липня 1836 року — повернувся інспектором Київської духовної академії. 
14 жовтня 1836 р. — архімандрит. Із 20 лютого 1837-го по 19 січня 1838-го — настоятель Києво-Братського монастиря.

### Еміграція в Московію
Хоча в Московії давно пройшла мода на «малороссийскую ученость», чутка про адміністративні здібності ченця Григорія сягнула за Україну. 20 січня 1838 р. його призначають ректором Ярославської духовної семінарії, яку заснував його великий попередник із України — священномученик Арсеній (Мацеєвич).
За шість років українця відправляють далі, в епіцентр конфесійного протистояння Московії з татарами — Казань. Із 3 липня 1844 року він ректор Казанської духовної академії і настоятель Углицького Олексіївського монастиря — одного з центрів русифікації Татарстану.
Навчальні заклади, в яких йому доводилося трудитися, незважаючи на його суворість, згадували про нього з глибокою симпатією. Казанська духовна академія зобов'язана йому зовнішнім благоустроєм та внутрішньою організованістю.

#### Архієрей
9 грудня 1851 року хіротонізований на єпископа Калузького і Боровського Московської ПЦ. При ньому в єпархії відкриті парафіяльні школи і жіноче єпархіальне училище.
Владика Григорій сприяв виданню «Калузьких єпархіальних відомостей», заснував братство святого Йоана Богослова для пропаганди синодального православ'я серед російських старовірів.
Будучи суворим подвижником, єпископ Григорій любив і цінував подвижництво. При ньому фактично й набула слави відома в Московії Оптина пустинь і повстала з руїн Тихонова пустинь, знищена імперським урядом.
20 квітня 1869 року возведений у сан архієпископа.
Архієпископ Григорій був почесним членом Російського археологічного товариства Казанської духовної академії, членом піклувального комітету про поранених і хворих воїнів, віце-президентом калузького опікунського Комітету про в'язниці.
Помер 13 квітня 1881 року, на день Святої Пасхи.